# Cambridge Springs
Cambridge Springs è un borgo, centro dell'omonimo distretto amministrativo, della Contea di Crawford Pennsylvania, Stati Uniti.
Cambridge Springs aveva, al censimento del 2000, una popolazione di 2.363 abitanti. Il borgo di Cambridge Springs è noto, fra l'altro, per alcune sorgenti minerali.
La città ha dato il nome a una apertura del gioco degli scacchi - la Difesa Cambridge-Springs - adottata dal giocatore Pillsbury nel torneo omonimo del 1904.